# James Reid (homme politique)
Pour les articles homonymes, voir James Reid et Reid.
James Reid, né le 14 novembre 1839 à Charlo Station au Nouveau-Brunswick, et mort le 15 novembre 1915, est un marchand et un homme politique canadien.

## Biographie
Il devient marchand de bois mais s'intéresse aussi à la politique. Il est élu député libéral de la circonscription de Restigouche le 7 novembre 1900 contre John McAlister, le député sortant. Il est ensuite réélu aux élections de 1904, 1908 et 1911, représentant ainsi sa circonscription durant 15 années jusqu'à sa mort, le 15 novembre 1915.